# 잘람달레스테스
잘람달레스테스(Zalambdalestes)는 중생대 백악기 후기, 오늘날 아시아대륙에 서식했던 소형 포유류의 일종이다. 학명은 '이로 갉다'라는 의미를 갖고 있다. 전체 길이는 약 15cm~18cm, 머리부분은 약5cm정도이다. 주로 곤충이나 작은 동물을 잡아먹는 육식성 있었을 것으로 보이고, 다리의 힘이 강하고 꼬리가 길어서 나무와 같은 높은 곳을 잘 올랐을 것으로 추정된다. 윗 어금니는 초기의 진수하강류의 특징을 가지고 있어서 폭이 좁은 삼각형 형태를 띠고 있다.

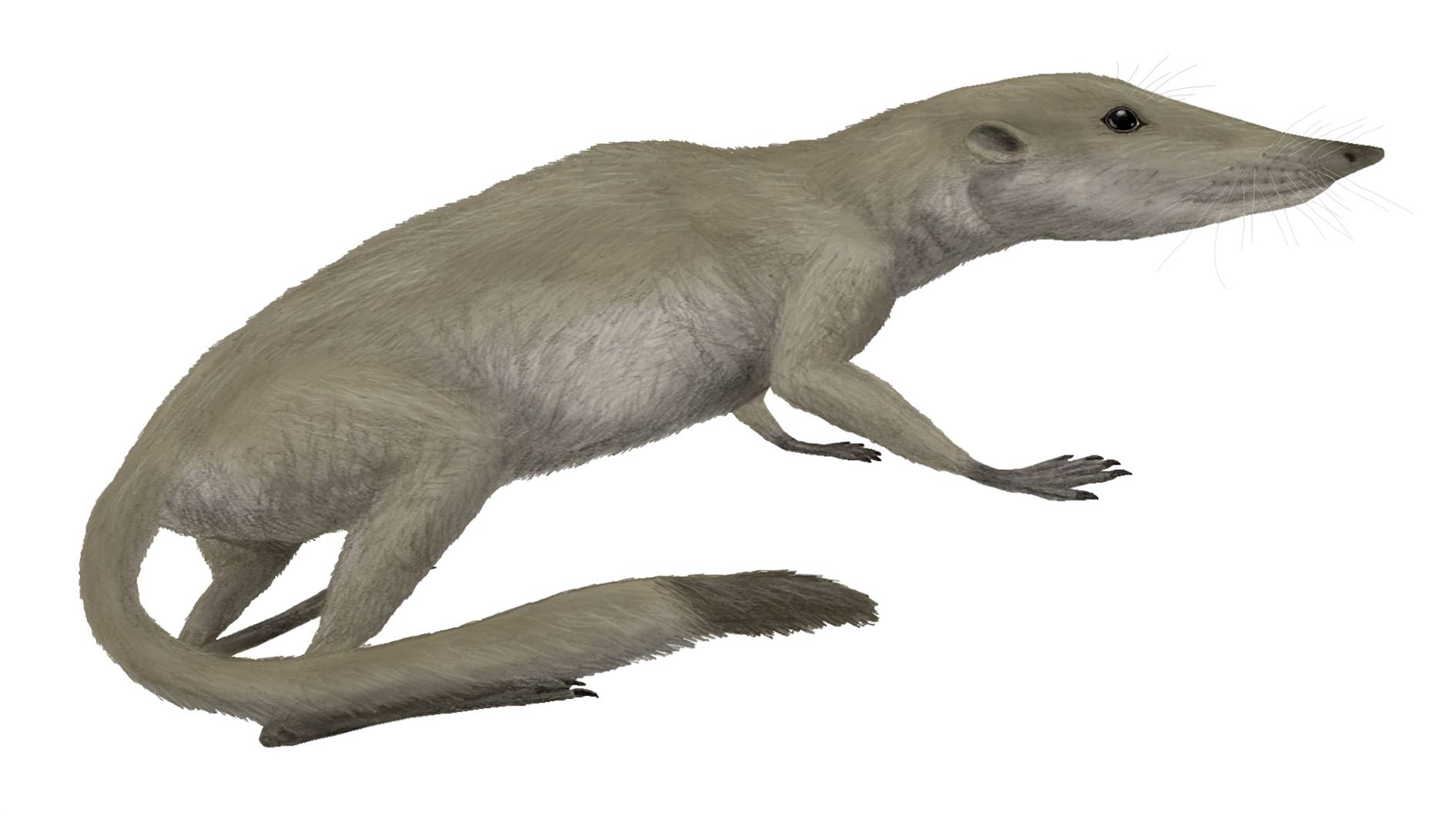
복원 상상도